# Albert Cohn
Pour les articles homonymes, voir Cohn.
Albert Cohn, né le 14 septembre 1814 à Pozsony en Hongrie et mort le 15 mars 1877 à Paris 9e, est un érudit et philanthrope juif, naturalisé français en 1862. Sous les auspices de la famille Rothschild, et fort de sa maîtrise des langues orientales, il développe l'appui des Juifs français aux coreligionnaires d'autres états. Lors de ses voyages en Orient ou en Afrique du Nord, il ouvre des écoles juives, institue des œuvres charitables et travaille à l'implantation de consistoires israélites.

## Biographie

### Formation et rencontre de la famille de Rothschild
Albert Cohn appartient à une famille alsacienne qui s'établit en Hongrie au XVIIIe siècle. Son bisaïeul, R. Abraham Cohn (1680-1787) est ainsi natif de Huningue. Sa mère, née Reckendorff, est née à Třebíč, en Moravie.
Cohn effectue ses études à Vienne, où il se rend à l'âge de douze ans, d'abord au lycée, puis à la Faculté de philosophie, dont il sort diplômé en 1834. Il étudie la philologie et l'archéologie sous la direction de Saalschütz, et, en autodidacte, apprend l'arabe et le syriaque. Il apprend également le persan et le sanscrit sous la direction du professeur Wenrich, qui lui confie l'enseignement de l'hébreu de 1834 à 1836, dans le séminaire protestant où il exerce. Wenrich introduit  Cohn auprès du baron von Hammer-Purgstall, qui lui offre son assistance, et lui conseille : « Quittez Vienne, où vous ne ferez que végéter, et allez à Paris, où toutes les portes vous seront ouvertes »,,.
Muni de recommandations, Cohn quitte Vienne le 11 juin 1836. Il rencontre le baron Salomon de Rothschild et sa famille à Francfort, et arrive à Paris le 1er juillet 1836. Il réside d'abord dans un hôtel de la rue Vivienne, puis rue Montmartre jusqu'en 1838. Il se perfectionne en langues orientales avec Silvestre de Sacy, Quatremère, Eugène Burnouf et Joseph Jouannin notamment. « En leur compagnie, il était au cœur même de l’histoire et des langues orientales […] Il n’y avait guère, en son temps, que le cardinal Mezzofanti qui eût pu lui disputer le don des langues ». Il apprend aussi l'allemand, l'anglais, le français et l'italien. Il s'occupe par ailleurs de l'instruction religieuse des trois premiers enfants de Betty de Rothschild,.
En 1838, il se rend en Italie, à l'invitation de la famille de Rothschild, découvre Turin, Gênes, Livourne et Civitavecchia. À Rome, il assiste à l'audience que le pape Grégoire XVI accorde à James de Rothschild. Après un séjour à Naples, toujours avec les Rothschild, il traverse la Suisse, se rend à Vienne puis dans sa ville natale, et enfin visite l'imprimerie de Wolf Heidenheim (en) à Rödelheim. Il rentre ensuite à Paris.

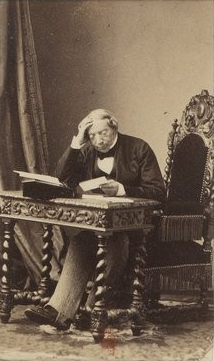
Le baron James de Rothschild

Pour les minorités religieuses, la philanthropie peut être un facteur d'intégration, mais dans une société où l'industrialisation engendre de très fortes inégalités, elle est aussi une réponse sociale. Dans les années 1840 rares sont les institutions charitables juives. Pour ses actions de bienfaisance, le baron James de Rothschild prend conseil auprès d'Albert Cohn et lui en délègue l'organisation. Lorsque l'Hôpital Rothschild se substitue en 1852 à la « modeste maison de secours », sise au no 25 rue des Trois-Bornes, Cohn en est le trésorier, et le restera jusqu'à sa mort. Il devient aussi président de la « Société de patronage des apprentis et ouvriers israélites de Paris », fondée en 1860, trésorier du « Comité de la Société du Talmud-Tora », et secrétaires de plusieurs autres institutions. Albert Cohn, qui s'investit dans le Comité de bienfaisance israélite de Paris, est ainsi au cœur de « la constitution à la fois logique et pratique de la charité israélite à Paris »,.

### Voyages en Orient
L'affaire de Damas, en 1840, a créé les prémices d'une entraide internationale par et pour les Juifs, qui trouve à s'illustrer lorsque, en mars 1854, un oukase russe interdit l'aide à la communauté juive de Jérusalem, traditionnellement fournie par leurs coreligionnaires, notamment de Russie. En pleine guerre de Crimée, les effets sont désastreux, dont une famine. Le 10 juin, le Comité de bienfaisance israélite de Paris missionne son président : « M. Cohn portera aux juifs de la Terre sainte des secours matériels, des encouragements moraux et une protection puissante. Il organisera à Jérusalem des écoles, des institutions charitables, des sociétés pour la propagation des arts et métiers et de l'agriculture ; il créera un journal hébreu destiné à établir un lien continuel, un échange d'idées et de force religieuse et morale entre les israélites d'Orient et ceux qui habitent les pays d'Europe ». Les fonds sont fournis par les Rothschild, et en partie par Cohn lui-même. Albert Cohn part donc le 11 juin. Il se rend d'abord à Vienne, où il obtient une audience auprès de François-Joseph, rencontre les ministres Buol-Schauenstein et le baron de Bach, qui lui délivrent des lettres de recommandation pour les corps diplomatiques autrichiens du Levant. L'Autriche, en effet, manifeste à l'époque de la sympathie pour les Israélites en Orient. Embarquant à Trieste le 22 juin, il arrive le 2 juillet à Alexandrie, où il séjourne cinq jours, y fondant deux écoles israélites. Après une étape à Jaffa le 7 juillet, il arrive à Jérusalem le 9. Il y transforme en hôpital la maison où il est logé. L'inauguration, après les travaux d'aménagement, a lieu le 26 juillet, après que Cohn a effectué différentes visites aux alentours de Jérusalem. Il fonde également diverses institutions, comme une œuvre d'aide aux jeunes mères ou une école de jeunes filles. La famille de Rothschild les finance en grande partie.

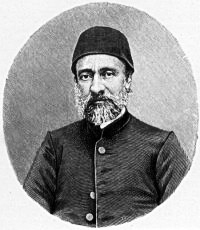
Mehmed Emin Ali Pacha, principal architecte du Hatti-Humayoun de 1856.

Le 29 juillet 1854 la mission à Jérusalem est terminée. Cohn part pour Constantinople où il arrive le 13 août. Son objectif est de sensibiliser les dirigeants ottomans à la protection des Juifs. Il obtient à ce propos, après une semaine d'attente, une audience auprès du sultan Abdülmecid le 20 août, à qui il rend compte de son voyage à Jérusalem (qui est aussi ville sainte pour les musulmans). Il lui demande un égal traitement des personnes quelle que soit leur religion. Le Hatti-Humayoun de 1856 répondra à cette requête. Durant son séjour à Constantinople, Cohn fonde plusieurs écoles. Après une nouvelle entrevue à Vienne avec l'empereur, il rentre à Paris.
Durant son périple, Cohn est aidé par sa bonne connaissance de nombreuses langues, dans lesquelles il a pu s'exprimer dans des circonstances officielles.

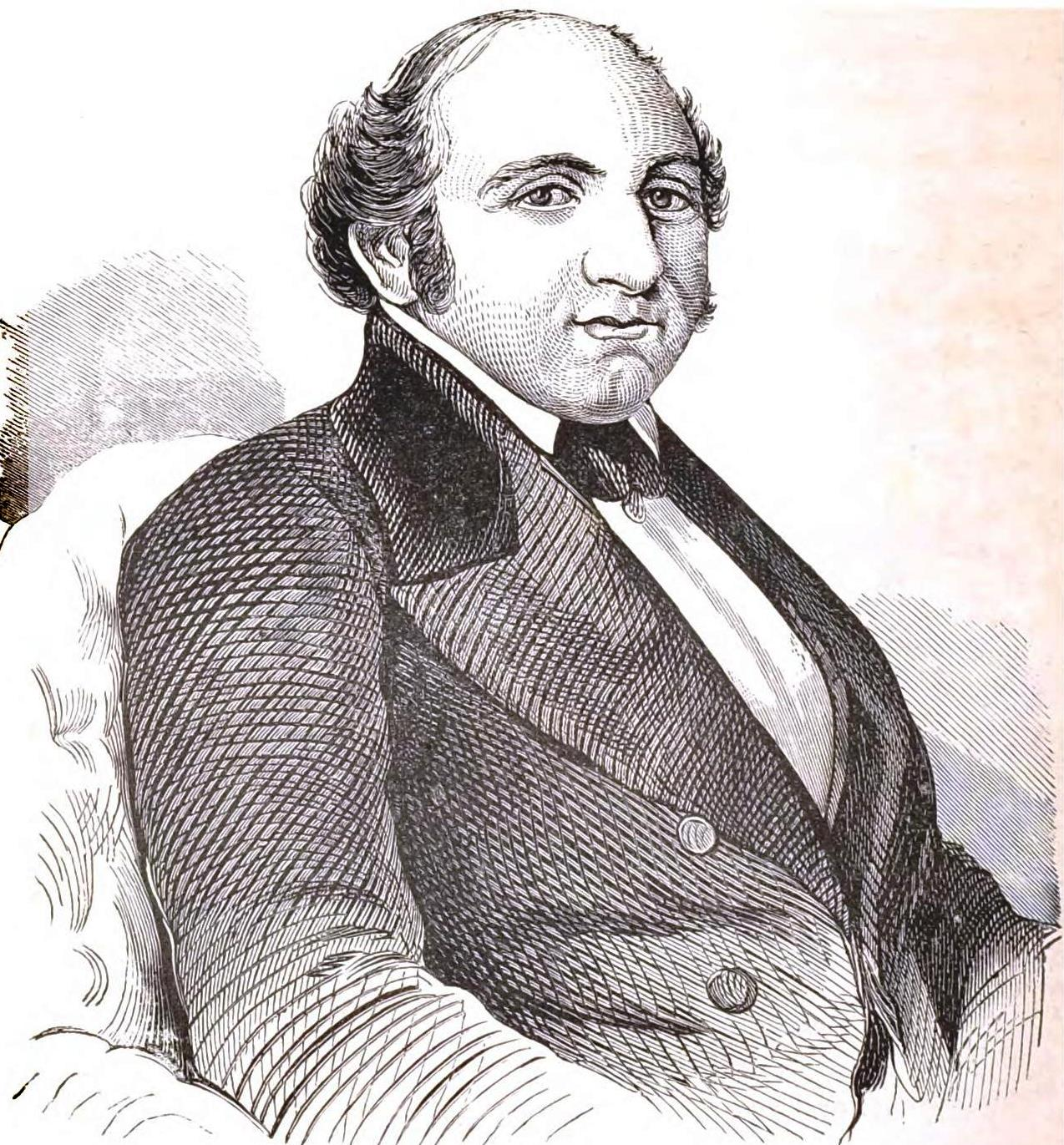
Albert Cohn (lithographie,1868)

Le deuxième voyage de Cohn en Orient date de 1856. Il se rend dans les mêmes principales villes, pour s'assurer de la prospérité des institutions qu'il avait mises en place. Il effectue également des visites au Caire, où il prononce un discours dans la grande synagogue, et à Fostat, ville où est mort Maïmonide. Il rend compte de sa visite à Jérusalem au sultan Abdülmecid le 21 août, le remerciant également pour son firman Hatti-Humayoun, et repart pour Paris le 25 août.
Albert Cohn retourne encore deux fois en Orient. En juin 1864, il est à Alexandrie, où il présente une conférence sur l'« Orientalisme à Paris ». Il se rend au Caire, et à Damas où le 26 juillet il pose la première pierre d'une nouvelle école. En 1869, il traverse l'Europe avant de se rendre à Constantinople, et il rencontre l'empereur d'Autriche Ferdinand Ier en visite aux lieux saints de Jérusalem.

### Voyages en Afrique du Nord

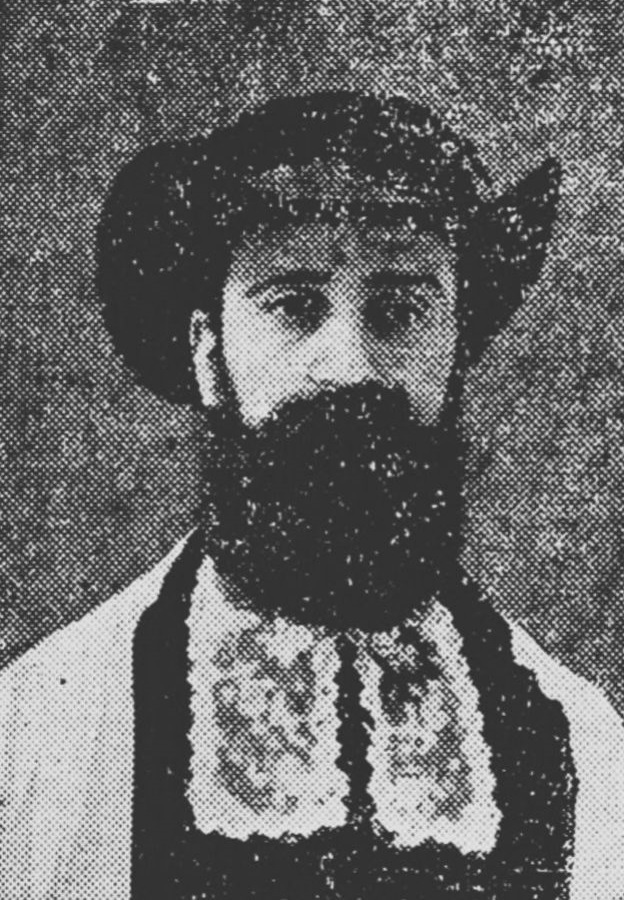
Abraham Bloch grand-rabbin d'Alger de 1897 à 1908

Dix ans après la conquête d'Alger, la question de l'organisation du culte israélite en Algérie se pose, et intéresse les Juifs français. Muni d'une lettre de recommandation du ministre de la Guerre Soult à l'intention du général Bugeaud, Albert Cohn quitte Marseille le 5 septembre 1845 et arrive en Algérie deux jours plus tard. Il se déplace à  Philippeville, Bône (où il ouvre une école israélite), Constantine, Blida, Médéa, Oran et Alger. Fort des rencontres qu'il y effectue, de retour à Paris il plaide auprès du ministre Guizot la cause des Juifs algériens. Par une ordonnance du 9 novembre 1845, le roi Louis-Philippe ordonne, dans l'article premier du texte : « Il y aura en Algérie un Consistoire algérien et des consistoires provinciaux. Le Consistoire algérien siégera à Alger. Les consistoires provinciaux, au nombre de deux, siégeront, l’un à Oran et l’autre à Constantine. L’autorité du Consistoire algérien s’étendra sur toutes les possessions françaises du Nord de l’Afrique. Celle des consistoires provinciaux s’exercera respectivement dans la circonscription de leur province ». Lorsque Cohn retourne en Algérie en juillet 1847, les consistoires sont effectivement installés. La même année il rencontre au Dar El Bey le bey de Tunis Ahmed auprès de qui il plaide la condition des Juifs dans cette ville.
Lorsqu'en 1859 l'Espagne entre en guerre contre le Maroc, la situation des Juifs dans ce pays est source d'inquiétude. Cohn se rend à Madrid et à Tanger. Par son entremise auprès de Juan Prim, il obtient une solution favorable pour la population juive du Maroc.

### Dernières années et descendance

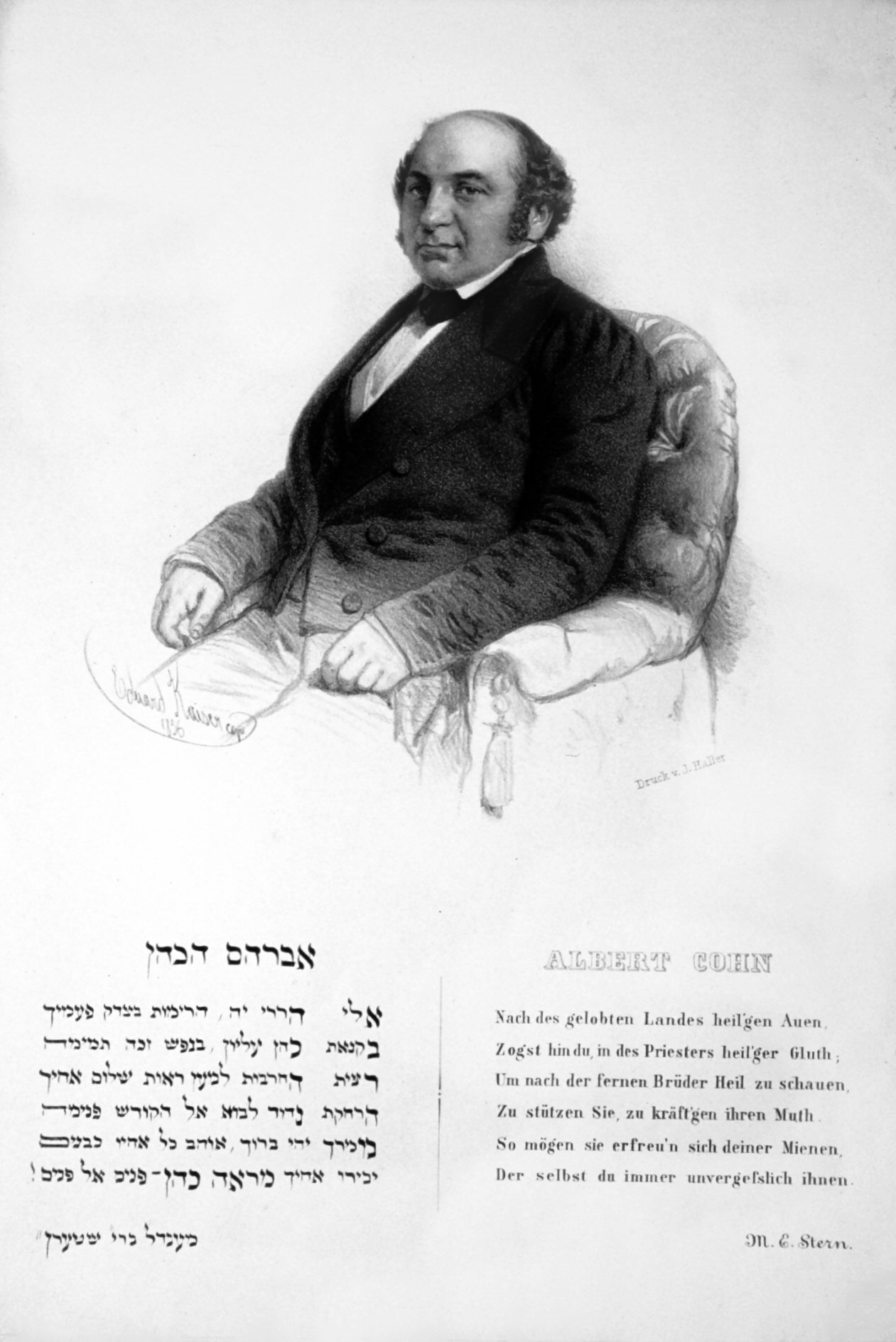
Lithographie de Cohn par Eduard Kaiser (1856)

Albert Cohn est naturalisé français le 26 février 1862. Le 10 juillet 1867, il est fait Chevalier de la Légion d'honneur.
La guerre franco-allemande de 1870 et la perte de l'Alsace sont un déchirement. Malade et affaibli par le travail, il meurt le 15 mars 1877, entouré de sa famille et assisté par le Grand-rabbin de Paris Zadoc Kahn. Le 18 mars, il est enterré au cimetière de Montmartre.
Dans un article publié dans la Revue des Deux Mondes, Maxime Du Camp résume ainsi : « Dans tous les pays d’oppression qu’il parcourut, il fut habile, pressant, et obtint, sinon des concessions, du moins des adoucissements dont profita la communauté des synagogues. Au cours de ses voyages en Orient, dans toute ville possédant un quartier juif, il avait fondé des écoles ; jusqu’à son dernier jour, jusqu’au 15 mars 1877, rien ne ralentit son zèle, et « la Société parisienne d’encouragement au bien », lui décernant une médaille d’or peu de temps avant sa mort, put dire avec raison : « M. Albert Cohn est un missionnaire de charité. » »
Albert Cohn épouse le 19 novembre 1844 Mathilde Lovengarde. De cette union naquirent sept enfants :
- Samson, né le 30 décembre 1845[24] ;
- Betty, née le 24 juin 1847, qui épouse son neveu Ernest Hendlé à Paris le 16 octobre 1866[25] ;
- Léon, né le 11 mars 1849[26], préfet ;
- Isaac Adolphe, né le 29 mai 1851[27], professeur de littérature française à Harvard et Columbia ;
- Henri, né le 27 septembre 1852[28] ;
- Salomon, qui meurt le 17 septembre 1854 à l'âge de sept mois[29] ;
- Eveline Caroline, née le 7 avril 1856, qui épouse Edmond Lion à Paris le 13 juillet 1875[30].

## Œuvres
Quelques écrits d'Albert Cohn subsistent :
- Albert Cohn, Examen d'un Israélite à l'âge de treize ans (monographie), Paris, 1842 (BNF 44060666).
- Albert Cohn, Lettres juives, Istanbul, Éditions Isis, coll. « Les cahiers du Bosphore », 2017, 110 p. (ISBN 978-975-428-596-3, BNF 45423629)Publiées en 1864, ces lettres se divisent ainsi : I. Enfance et jeunesse à Vienne II. Arrivée en France III. Les juifs à Paris IV. Voyage en Italie V. L’affaire du Père Thomas à Damas VI. Voyage en Algérie VII. La condition des juifs en France VIII. Premier voyage en Orient IX. Deuxième voyage en Orient.
- Inauguration de l'Hôpital israélite fondé par M. James de Rothschild le 26 mai 1852, 1852, 38 p. (lire en ligne), p. 25-32Contient quatre discours, dont celui prononcé par Albert Cohn.
- Albert Cohn, Appel aux Israélites pour un tribut de reconnaissance à la mémoire de Samuel David Luzzatto, Paris, 1865, 1 p., in-4o (BNF 30255001).
- Adrien Prévost de Longpérier, Albert Cohn, Adolphe Franck et Lazare Isidor, Discours prononcés sur la tombe de Salomon Munk (monographie imprimée), 1867, 29 p., in-8o (lire en ligne).
- Albert Cohn et Lazare Isidor, « Discours prononcés sur la tombe de Madame la baronne Salomon de Rothschild, », L'Univers israélite,‎ décembre 1854 (BNF 30255003).
- Gideon Brecher (trad. de l'allemand par Isidore Cahen, préf. Albert Cohn), L'Immortalité de l'âme chez les Juifs, Paris, A. Franck, coll. « Bibliothèque choisie de philosophie juive », 1857, 185 p. (BNF 30157426, lire en ligne).